# Sarah Moras
Sarah Moras (Sechelt, 30 de abril de 1988) é uma lutadora canadense de artes marciais mistas, que compete na divisão peso-galo. Atualmente, ela tem contrato com o Ultimate Fighting Championship (UFC). Ela também lutou no Invicta FC e competiu no The Ultimate Fighter: Team Rousey vs. Team Tate.

## Carreira no MMA

### Início de carreira
Moras fez sua estreia profissional no MMA em maio de 2010. Antes de fazer parte do The Ultimate Fighter, ela acumulou um cartel de três vitórias e uma derrota, nos dois primeiros anos de carreira.

### The Ultimate Fighter
Em agosto de 2013, foi anunciado que Moras fora selecionada como participante do The Ultimate Fighter: Team Rousey vs. Team Tate, sendo a primeira vez do reality na qual haviam mulheres como treinadoras e lutadoras. Na luta preliminar, Moras derrotou Tara LaRosa após 2 rounds, por decisão, entrando na casa do TUF. Ela, então, derrotou Peggy Morgan por finalização no primeiro round, indo às semifinais. Sarah ganhou um bônus de U$25,000 pela Finalização da Temporada do TUF 18. Nas semifinais, Moras perdeu para a futura vencedora do torneio, Julianna Peña, por finalização no segundo round.

### Ultimate Fighting Championship
Moras fez sua estreia oficial no UFC contra Alexis Dufresne, em 6 de julho de 2014, no The Ultimate Fighter 19 Finale. Ela ganhou a luta por decisão unânime.
Depois de um ano sem lutar, Moras voltou, enfrentando Jéssica Andrade, no UFC Fight Night: Mir vs. Duffee. Ela perdeu a luta por decisão unânime, depois de quase finalizar Andrade com um mata-leão no último minuto do último round.
Moras enfrentou Ashlee Evans-Smith, em 9 de setembro de 2017, no UFC 215. Ela ganhou a luta com uma chave de braço no primeiro round, deslocando o cotovelo de Evans-Smith.

## Cartel no MMA
| Cartel no MMA   |            |            |
| 13 lutas        | 6 vitórias | 7 derrotas |
| Por nocaute     | 3          | 1          |
| Por finalização | 2          | 0          |
| Por decisão     | 1          | 6          |

| Res.    | Cartel | Oponente           | Método                                | Evento                                                | Data       | Round | Tempo | Local                      | Notas                                                             |
| ------- | ------ | ------------------ | ------------------------------------- | ----------------------------------------------------- | ---------- | ----- | ----- | -------------------------- | ----------------------------------------------------------------- |
| Derrota | 6-7    | Vanessa Melo       | Decisão (unânime)                     | UFC on ABC: Holloway vs. Kattar                       | 16/01/2021 | 3     | 5:00  | Abu Dhabi                  |                                                                   |
| Derrota | 6-6    | Sijara Eubanks     | Decisão (unânime)                     | UFC Fight Night: Smith vs. Teixeira                   | 13/05/2020 | 3     | 5:00  | Jacksonville, Flórida      |                                                                   |
| Vitória | 6-5    | Liana Jojua        | Nocaute Técnico (socos e cotoveladas) | UFC 242: Khabib vs. Poirier                           | 07/09/2019 | 3     | 2:26  | Abu Dhabi                  |                                                                   |
| Derrota | 5-5    | Macy Chiasson      | Nocaute Técnico (socos)               | UFC Fight Night: Iaquinta vs. Cowboy                  | 27/10/2018 | 3     | 5:00  | Ottawa                     |                                                                   |
| Derrota | 5-4    | Talita Bernardo    | Decisão (unânime)                     | UFC Fight Night: Volkan vs. Smith                     | 27/10/2018 | 3     | 5:00  | Moncton, New Brunswick     |                                                                   |
| Derrota | 5-3    | Lucie Pudilová     | Decisão (unânime)                     | UFC Fight Night: Cowboy vs. Medeiros                  | 18/02/2018 | 3     | 5:00  | Austin, Texas              |                                                                   |
| Vitória | 5-2    | Ashlee Evans-Smith | Finalização (chave de braço)          | UFC 215: Nunes vs. Shevchenko II                      | 09/09/2017 | 1     | 2:51  | Edmonton, Alberta          |                                                                   |
| Derrota | 4-2    | Jéssica Andrade    | Decisão (unânime)                     | UFC Fight Night: Mir vs. Duffee                       | 15/07/2015 | 3     | 5:00  | San Diego, California      |                                                                   |
| Vitória | 4-1    | Alexis Dufresne    | Decisão (unânime)                     | The Ultimate Fighter: Team Edgar vs. Team Penn Finale | 06/07/2014 | 3     | 5:00  | Las Vegas, Nevada          | Estreia no UFC; Peso-casado (143 lbs); Dufresne não bateu o peso. |
| Vitória | 3-1    | Christina Barry    | Finalização Técnica (chave de braço)  | AFC 11: Takeover                                      | 15/09/2012 | 1     | 1:33  | Winnipeg, Manitoba         | Peso-casado (140 lbs).                                            |
| Derrota | 2-1    | Raquel Pennington  | Decisão (unânime)                     | Invicta FC 2: Baszler vs. McMann                      | 28/07/2012 | 3     | 5:00  | Kansas City, Kansas        |                                                                   |
| Vitória | 2-0    | Julianna Peña      | Nocaute Técnico (interrupção médica)  | Conquest of the Cage 11                               | 19/04/2012 | 2     | 5:00  | Airway Heights, Washington |                                                                   |
| Vitória | 1-0    | Helena Martin      | Nocaute Técnico (socos)               | Cage Warriors 37: Right to Fight                      | 22/05/2010 | 2     | 3:40  | Birmingham                 |                                                                   |

### Cartel noTUF 18
| Res.    | Cartel | Oponente      | Método                       | Evento                                          | Data                  | Round | Tempo | Local             | Notas            |
| ------- | ------ | ------------- | ---------------------------- | ----------------------------------------------- | --------------------- | ----- | ----- | ----------------- | ---------------- |
| Derrota | 2-1    | Julianna Peña | Finalização (guilhotina)     | The Ultimate Fighter: Team Rousey vs. Team Tate | 13/11/2013 (exibição) | 2     | 3:31  | Las Vegas, Nevada | Semifinal        |
| Vitória | 2-0    | Peggy Morgan  | Finalização (chave de braço) | The Ultimate Fighter: Team Rousey vs. Team Tate | 30/10/2013 (exibição) | 1     | 4:39  | Las Vegas, Nevada | Quartas de Final |
| Vitória | 1-0    | Tara LaRosa   | Decisão (unânime)            | The Ultimate Fighter: Team Rousey vs. Team Tate | 04/09/2013 (exibição) | 2     | 5:00  | Las Vegas, Nevada | Luta Preliminar  |